# Vaceuchelus
Vaceuchelus is een geslacht van weekdieren uit de klasse van de Gastropoda (slakken).

## Soorten
- Vaceuchelus abdii Poppe, Tagaro & Dekker, 2006
- Vaceuchelus ampullus (Tate, 1893)
- Vaceuchelus angulatus (Pease, 1867)
- Vaceuchelus auricatris Huang & Fu, 2015
- Vaceuchelus cavernosus (Sowerby, 1905)
- Vaceuchelus clathratus (A. Adams, 1853)
- Vaceuchelus cretaceus Herbert, 2012
- Vaceuchelus delpretei (Caramagna, 1888)
- Vaceuchelus entienzai Poppe & Tagaro, 2016
- Vaceuchelus favosus (Melvill & Standen, 1896)
- Vaceuchelus foveolatus (A. Adams, 1853)
- Vaceuchelus gemmula (Turton, 1932)
- Vaceuchelus jayorum Herbert, 2012
- Vaceuchelus ludiviniae Poppe, Tagaro & Dekker, 2006
- Vaceuchelus natalensis (E. A. Smith, 1906)
- Vaceuchelus pagoboorum Poppe, Tagaro & Dekker, 2006
- Vaceuchelus profundior (May, 1915)
- Vaceuchelus roseolus (G. Nevill & H. Nevill, 1869)
- Vaceuchelus saguili Poppe, Tagaro & Dekker, 2006
- Vaceuchelus scrobiculatus (Souverbie, 1866)
- Vaceuchelus semilugubris (Deshayes, 1863)
- Vaceuchelus vallesi Poppe, Tagaro & Dekker, 2006
- Vaceuchelus vangoethemi Poppe, Tagaro & Dekker, 2006